# Петровская культура
Петро́вская культу́ра — археологическая культура бронзового века (XVII—XVI вв. до н. э.). Расположена на территории Северо-Западного Казахстана и Юго-Западной Сибири.
Название дано по археологическому комплексу — поселению и могильнику у села Петровка на берегу Ишима, предшествует алакульской культуре.
Представители культуры жили в укреплённых поселениях. Хоронили своих мертвецов в курганах, где находят остатки боевых колесниц. Исследователи связывают петровскую культуру с ранними индоариями (протоиндоариями).

## Жилые сооружения
Жилые сооружения петровских поселений резко отличаются от построек других культурно-хронологических этапов андроновской исторической общности. Конструкции петровского типа наземные, площадь от 25 до 100 м². Форма помещений прямоугольная, вход в виде тамбура в средней части торцовой стены. Почти полное отсутствие столбовых углублений убеждает в том, что стены жилищ сооружались из бревен, образующих срубы примитивной вязки. Характерная черта петровских поселений наличие оросительных сооружений, которые представляют собой рвы глубиной 1,5-2,5 м при максимальной ширине 3,5 м. С обеих сторон рвов фиксируются развалы валов. Иногда просматриваются остатки столбовых конструкций, которые когда-то укрепляли и усиливали внутренний вал. С точки зрения планиграфии, оборонительные сооружения представляют собой замкнутые системы валов и рвов, прямоугольником или многоугольником опоясывающих жилые площадки (Новоникольское Ⅰ 15700 м², Петровка Ⅱ 11-8500 м²). С линией укреплений и со входами в поселение связаны остатки жертвенных комплексов: черепа и крупные части скелетов домашних животных, сосуды, ритуальные очаги, которые размещались в ямах, напротив входов или в специальных ответвлениях рвов, иногда тщательно обмазанных глиной. К своеобразным чертам петровских поселений следует отнести наличие в жилищах детских погребений. Захоронения совершались в неглубоких ямах овальной формы, ориентированных по линии запад-восток.